# قره‌باغ‌لی (داغستان)
قره‌باغ‌لی (به لاتین: Karabakhli) یک منطقهٔ مسکونی در روسیه است که در داغستان واقع شده‌است. قره‌باغ‌لی ۷۳۸ نفر جمعیت دارد.